# Сербо, Кэсси
Кассандра «Кэсси» Линн Сербо (англ. Cassandra «Cassie» Lynn Scerbo; род. 30 марта 1990, Лонг-Айленд, Нью-Йорк, США) — американская актриса, певица и танцовщица. Наиболее известна по фильму «Добейся успеха: Всё за победу» и сериалу «Добиться или сломаться».

## Биография
Кэсси родилась 30 марта 1990 года в Лонг-Айленде. Она итальянского происхождения. Родители Кэсси итальянцы: отец — калабриец, мать — сицилийка. Вскоре после рождения Кэсси, семейство Сербо переехало во Флориду, где её отец открыл автомастерскую, а мама занималась домом и детьми. У Кассандры есть брат Джонни и сестра Элэйн. 

## Карьера

### Музыка
Кэсси участница группы Slumber Party Girls. Пятерых девушек группы выбрали более чем из тысячи претенденток. Их дебютный альбом Dance Revolution был выпущен 6 октября 2006 года, но не попал в чарты. На протяжении 2006—2007 годов музыка этого альбома использовалась в шоу с одноимённым названием. В середине 2007 года группа распалась. В том же году Кэсси подписала контракт с Geffen Records как соло исполнительница. 
В 2008 году на ITunes вышли её сольные песни Betcha Don’t Know, Sugar и Spice and Top Of The World.

### Кино
В 2007 году Кэсси сыграла Брук в фильме «Добейся успеха: Всё за победу» с такими звёздами как Майкл Копон и Эшли Бенсон.
В 2008 году она сыграла Тиффани в фильме «Футбольная мама» с Эмили Осмент и Мисси Пайл.
В 2009 году Кэсси принимает участие в съёмках сериала «Добиться или сломаться» в роли Лорен Таннер. Премьера сериала состоялась 22 июня 2009 года. Этот проект оказался крайне успешным. В 2013 году вышел фильм «Не сегодня».

## Личная жизнь
Встречалась с партнером по сериалу «Добиться или сломаться», актёром Коди Лонго.
Является крёстной матерью одного из сыновей актрисы Тиффани Торнтон.
В настоящее время Кэсси живёт в Лос-Анджелесе, Калифорния.

## Фильмография
| Год       |     | Русское название                          | Оригинальное название               | Роль                    |
| --------- | --- | ----------------------------------------- | ----------------------------------- | ----------------------- |
| 2005      | ф   |                                           | Hitters Anonymous                   | маленькая Леа           |
| 2007      | тф  |                                           | Arwin!                              | Кэсси                   |
| 2007      | в   | Прирожденные комики                       | Natural Born Komics                 | Монтана                 |
| 2007      | ф   | Добейся успеха: Всё за победу             | Bring It On: In It to Win It        | Брук                    |
| 2008      | ф   | Футбольная мама                           | Soccer Mom                          | Тиффани                 |
| 2008      | тф  | Парад Матушки Гусыни                      | Mother Goose Parade                 |                         |
| 2009—2012 | с   | Гимнастки                                 | Make It or Break It                 | Лорен Таннер            |
| 2010      | с   | 10 причин моей ненависти                  | 10 Things I Hate About You          | Лорен Таннер            |
| 2010      | с   | C.S.I.: Место преступления Майами         | CSI: Miami                          | Хилари Суонсон          |
| 2010      | мс  | Титан Симбионик                           | Sym-Bionic Titan                    | Кимми / Тиффани (голос) |
| 2011      | тф  | Советы с того света                       | Teen Spirit                         | Эмбер Поллок            |
| 2011      | ф   | Праздничный грабёж                        | A Holiday Heist                     | Кейт                    |
| 2011      | ф   | Еще одна комедия                          | Not Another Not Another Movie       | Урсула                  |
| 2011      | кор |                                           | Bench Seat                          | девушка                 |
| 2012      | ф   |                                           | Music High                          | Кэнди Пайпер            |
| 2012      | с   | Красотки в Кливленде                      | Hot in Cleveland                    | Линдсей                 |
| 2012—2014 | мс  | Классный ниндзя                           | Randy Cunningham: 9th Grade Ninja   | Хейди Вайнерман         |
| 2013      | ф   | Изолированный                             | Isolated                            | посол мира              |
| 2013      | ф   | Не сегодня                                | Not Today                           | Одри                    |
| 2013      | тф  | Акулий торнадо                            | Sharknado                           | Нова Кларк              |
| 2013      | тф  | Чудовища Берингова моря                   | Bering Sea Beast                    | Донна                   |
| 2014      | с   | Папочка                                   | Baby Daddy                          | Хитер                   |
| 2015      | тф  | Моя жизнь, как мёртвая девушка            | My Life as a Dead Girl              | Бриттани / Челси        |
| 2015      | тф  | Акулий торнадо 3                          | Sharknado 3: Oh Hell No!            | Нова Кларк              |
| 2015      | ф   | Рискни                                    | Take a Chance                       | Синтия                  |
| 2015      | ф   | Агорафобия                                | Agoraphobia                         | Фэйя                    |
| 2016      | с   |                                           | Star Trek: Progeny                  | Ливия Авитус            |
| 2017      | тф  | Акулий торнадо 5: Глобальное роение       | Sharknado 5: Global Swarming        | Нова Кларк              |
| 2018      | тф  | Последний акулий торнадо: как раз вовремя | The Last Sharknado: It's About Time | Нова Кларк              |

## Дискография
- 2006 — Dance Revolution